# Wilhelm von Arborch
Wilhelm von Arborch wird als Bildhauer in Urkunden aus dem spätmittelalterlichen Köln erwähnt. Dort als Wilhem von Aerberch, Beyldensnyder genannt, war er wohl von 1506 bis 1533 in Köln tätig.

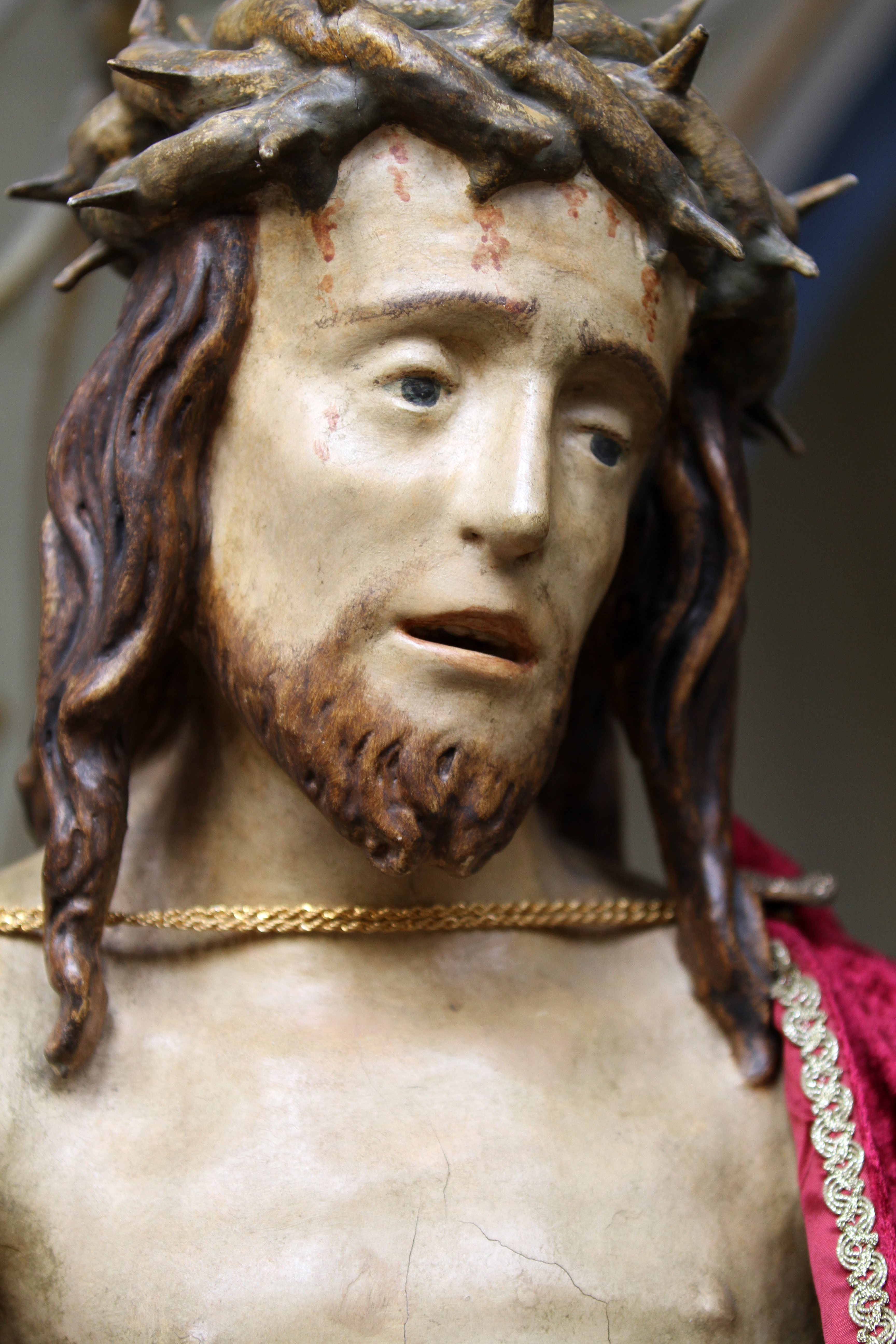
Skulptur von Wilhelm von Arborch, um 1520, in der Schlosskirche St. Maria von den Engeln (Brühl) in Brühl

Einige Darstellungen der Anna selbdritt sowie zahlreiche andere Skulpturen im Bestand des Museum Schnütgen in Köln könnten aus seiner Hand stammen. Eventuell war er auch der Schöpfer eines aus der Zeit um 1520 erhalten gebliebenen Teilstücks eines Altaraufsatzes, das die Heiligen Drei Könige darstellt und das sich heute im Domschatz zu Essen findet. Obwohl heute weitgehend unbekannt soll Wilhelm von Arborch nach Meinung von Kunstexperten einer der zentralen, stilbestimmenden Kölner Bildhauer im ersten Viertel des 16. Jahrhunderts gewesen sein.
Es kann vermutet werden, dass Wilhelm von Arborch eventuell identisch ist mit dem Meister der von Carbenschen Gedächtnisstiftung und somit der Bildhauer von sieben Sandsteinreliefs im Kölner Dom.